# Turzyca Buxbauma
Turzyca Buxbauma (Carex buxbaumii Wahlenb.) – gatunek rośliny z rodziny ciborowatych. Jako gatunek rodzimy występuje w strefie umiarkowanej półkuli północnej, jako antropofit także w Australii i na Tasmanii. W Polsce występuje częściej na południu, na północy na bardzo rozproszonych stanowiskach.

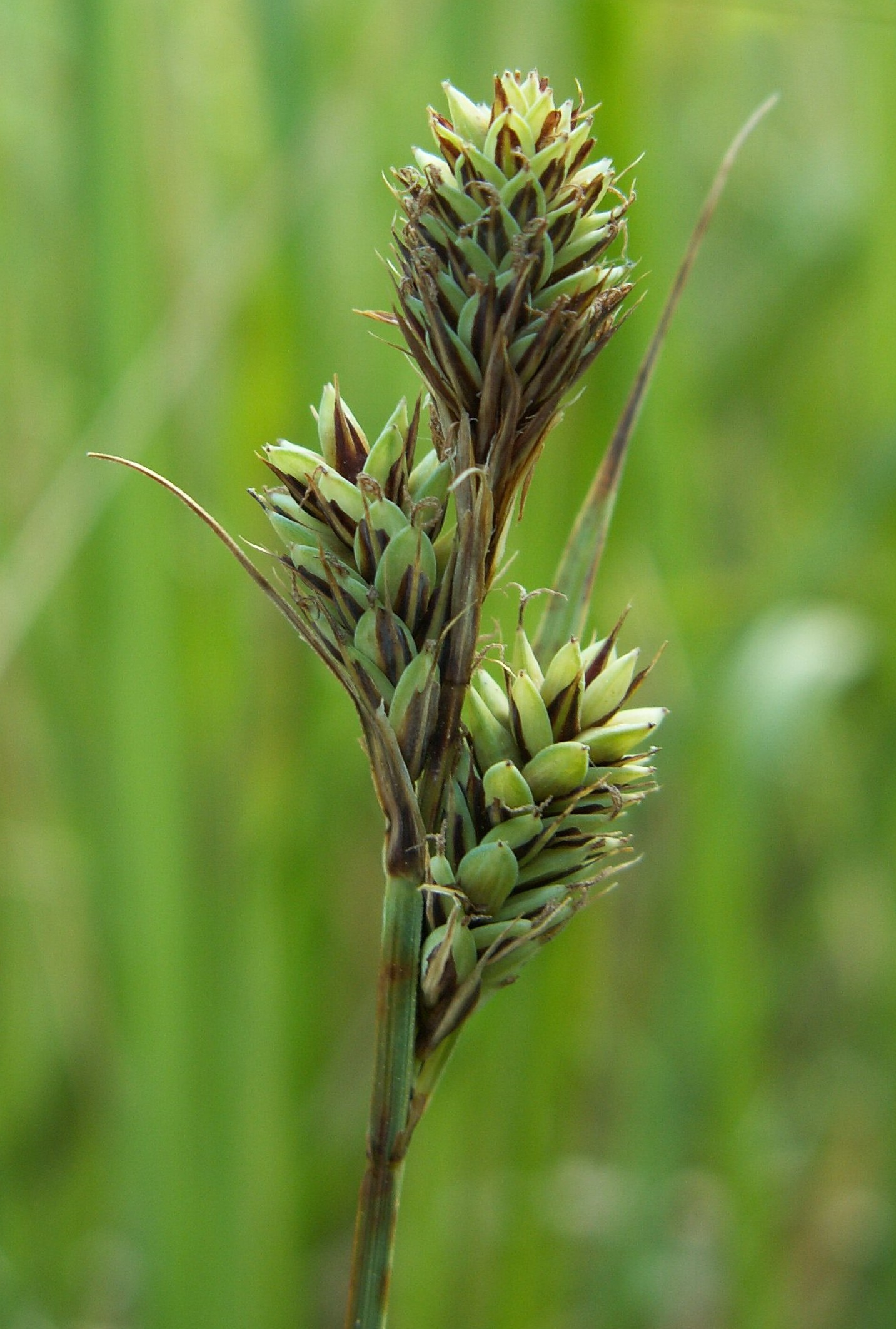
Kwiatostan

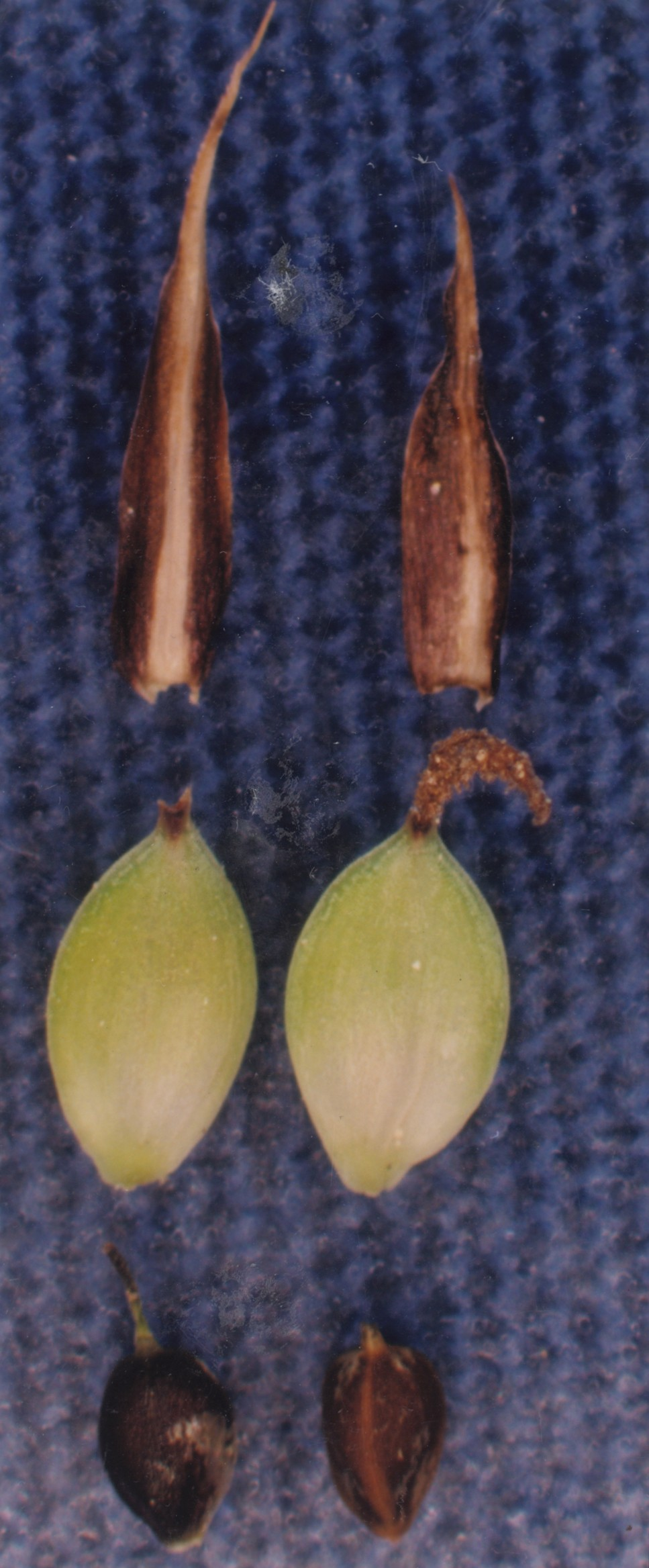
Morfologia

## Morfologia
ŁodygaWzniesiona, górą szorstka, o wysokości (wraz z kwiatostanem) 30–60 cm. Czerwonoczarne pochwy u nasady łodygi są sieciowato postrzępione. Roślina wytwarza pełzające rozłogi.
LiścieSine, krótsze od łodygi, o szerokości 2–3 mm. Najniższa podsadka ma większą długość od całego kwiatostanu. Niesymetryczne przysadki są purpurowoczarne z jasną kreską na grzbiecie.
KwiatyZebrane w kilka kłosów. Wszystkie kłosy wyrastają na szypułkach do 1 cm długości i są wzniesione. Maczugowaty kłos szczytowy ma szerokość 5–10 mm i jest to kłos obupłciowy; w górnej części ma kwiaty żeńskie, u podstawy liczne kwiaty męskie. Pozostałe kłosy, w liczbie 2–3, wyjątkowo 4, to kłosy żeńskie. Są one krótkie i jednakowej wielkości (mają grubość 5–8 mm), co najwyżej dolny jest nieco dłuższy. Pęcherzyki mają długość do 3–4,5 mm i szerokość 2–2,5 mm i zakończone są bardzo krótkim dzióbkiem z dwoma niewyraźnymi ząbkami, Przy dużym powiększeniu na ich powierzchni można dostrzec walcowate brodaweczki. Słupki z trzema znamionami.

## Biologia i ekologia
Bylina, geofit. Kwitnie od maja do czerwca. Nasiona są rozsiewane przez wiatr i wodę. Występuje na łąkach i moczarach. Gatunek charakterystyczny dla związku (All.) Magnocaricion i zespołu (Ass.) Caricetum buxbaumii. Liczba chromosomów 2n= 74, 100.

## Zmienność
Tworzy mieszańce z turzycą sztywną (Carex elata)

## Zagrożenia i ochrona
Według Czerwonej listy roślin i grzybów Polski (2006) jest to gatunek wymierający, krytycznie zagrożony (kategoria zagrożenia E). Umieszczony w Polskiej Czerwonej Księdze Roślin w kategorii EN – zagrożony. Tę samą kategorię posiada na polskiej czerwonej liście (2016).
Objęty ochroną ścisłą.